# Louis-Eugène Cavaignac

Louis Eugène Cavaignac

Louis-Eugène Cavaignac (* 15. Oktober 1802 in Paris; † 28. Oktober 1857 auf Schloss Ournes bei Flée, Département Sarthe) war ein französischer Général de division und Kriegsminister.

## Leben
Louis-Eugène Cavaignac wurde als Sohn des Politikers Jean-Baptiste Cavaignac geboren und trat nach der Beendigung seiner militärischen Studien 1824 in das 2. Genieregiment ein, wo er 1828 zum Capitaine befördert wurde. In dieser Eigenschaft nahm er an der Morea-Expedition teil. Ab 1832 zeichnete er sich in Kämpfen gegen Abd el-Kader in Algerien aus und wurde 1844 zum Général de brigade befördert.
Er führte das Kommando über die Provinz Oran, als er die Nachricht vom Beginn der Februarrevolution und gleichzeitig seine Beförderung zum Général de division erhielt. Auch wurde er zum Gouverneur von Algier bestimmt.
Nach seiner Wahl in die Nationalversammlung reiste Cavaignac nach Paris. Die provisorische Regierung bot ihm mehrfach das Kriegsministerium an; dies lehnte er aber ab. Er übernahm zweimal kurzzeitig dieses Ressort: vom 20. März bis 5. April und vom 17. Mai bis zum 28. Juni 1848. Während des zweiten Zeitraumes war er Mitglied der Commission exécutive de la République française unter François Arago.
Als am 23. Juni 1848 nach Auflösung der Nationalwerkstätten in Paris der Juniaufstand ausbrach, übertrug die Nationalversammlung Cavaignac am 24. Juni den Oberbefehl über die Truppen, die den Aufstand niederschlagen sollten. Während der viertägigen Straßenkämpfe ging er mit großer Härte gegen die Aufständischen vor. Laut Schätzungen wurden 3000 bis 5000 Arbeiter getötet, weitere 15.000 wurden in Straflager oder überseeische Kolonien deportiert. Die Regierungstruppen verzeichneten etwa 1600 Tote. Nach der Niederschlagung des Aufstands wählte ihn die Nationalversammlung am 28. Juni einstimmig zum Ministerpräsidenten (frz. président du Conseil des ministres). Den ihm angebotenen Marschallstab lehnte er ab.
Cavaignac unterlag am 10. Dezember 1848 bei der Präsidentenwahl mit 1,5 Mio. gegen 5,5 Mio. Stimmen seinem Gegenkandidaten Louis Napoleon. Am 20. Dezember 1848 übergab er Napoleon die Regierungsgeschäfte; damit endete die Amtszeit des Gouvernement du général Cavaignac.
Das Département Lot wählte ihn wieder in die gesetzgebende Körperschaft, wo er mit einigen Gesinnungsgenossen das republikanische linke Zentrum bildete.
Während des Staatsstreichs am 2. Dezember 1851 wurde auch Cavaignac verhaftet, aber bald wieder freigelassen. Daraufhin nahm er seinen Abschied aus dem Heer und verließ für einige Monate Frankreich. Bei den Parlamentswahlen 1852 (29. Februar und 14. März) wurde er als Vertreter der Stadt Paris in die Gesetzgebende Versammlung gewählt. Als er bei den Parlamentswahlen 1857 (21. Juni und 5. Juli) wiedergewählt worden war, verweigerte er den Eintritt, da er den Eid auf die neue Verfassung des II. französischen Kaiserreichs nicht ableisten wollte.
Cavaignac lebte fortan zurückgezogen auf seinem Schloss Ournes bei Flée im Departement Sarthe. Er starb plötzlich am 28. Oktober 1857.

## Werke
- De la régence d'Alger, note sur l'occupation. Victor Magen, Paris 1839